# Nilea mathesoni
Nilea mathesoni är en tvåvingeart som först beskrevs av Henry J. Reinhard 1937.  Nilea mathesoni ingår i släktet Nilea och familjen parasitflugor. Inga underarter finns listade i Catalogue of Life.